# 킬 체인
킬 체인(Kill Chain)은 한국이 북한의 핵위협에 대응해 KAMD와 더불어 2023년까지 구축하기로 한 한미연합 선제타격 체제로 30분 안에 목표물을 타격한다는 개념이다.

## 내용
한국 국방부는 2023년까지 17조원을 투입해, 킬체인과 KAMD를 구축한다는 계획이다. 이를 위해 군사정찰위성 5기 확보, 글로벌 호크 4대 도입, 사거리 800km 현무-2C 지대지 탄도미사일 개발, 미국 패트리어트 PAC-3 구매, M-SAM과 L-SAM의 국내개발 등을 추진 중이다.
대한민국 정부는 선제타격과 KAMD로 북한의 핵공격을 차단하겠다고 한다. 킬체인의 개요는 아래와 같다.
- 정찰위성, 통신위성, GPS위성과 공중조기경보통제기(피스아이) 등을 이용해 북한의 미사일 표적을 탐지
- 지상 작전통제소로 전송 및 분석 판단
- 군함, 전투기, 현무3 미사일과 탱크를 동원하여 표적 타격

잠수함을 이용한 핵무기 발사, 소형 핵탄두를 탑재한 미사일 공격, 그리고 항공기를 이용한 핵무기 투하 등 각각의 시나리오에 맞춘 억제 전략을 2014년까지 만들기로 했다.
2020년까지 해상도 30cm인 정찰위성을 초기에 5기를 발사해 완벽한 킬체인 완성을 목표로 하고있다.

## 구상
적의 공격 징후를 감지해 선제타격하는 킬 체인은 1991년 걸프전에서 처음 등장했다. 이라크군의 스커드 미사일 이동식 발사대를 공격하기 위해 미국을 비롯한 다국적군이 특수부대와 인공위성, 정찰기 등을 동원해 발사대를 탐지해 격파했다.
스커드 미사일은 액체연료를 주입하고 발사준비를 하는데 1시간 정도 소요된다.
북한의 핵무기에 대한 선제타격 체계 개념인 킬체인은 탐지→식별→결심→타격 순서로 진행된다. 표적 탐지(1분), 좌표 식별(1분), 사용 무기 선정과 발사 결심(3분) 등의 과정을 5분 안에 마치고, 25분 안에 타격을 완료한다는 것이다.
그러나, 북한이 액체연료 스커드 미사일을 폐기하고, 5분만에 발사가능한 고체연료 스캐럽 미사일을 실전배치하는 데 대해, 전문가들이 우려하고 있다. 북한은 김정일 사망일에도 스캐럽 미사일 2발을 발사해 한국을 위협했다.

## 제1격
냉전 시절 미국과 소련은 서로 핵 선제공격인 제1격의 핵무기 정책을 유지했다. 핵공격의 조짐이 보이면 핵공격으로 적의 핵시설을 선제타격하겠다는 개념이다.
이보다 완화된 핵무기 정책이 경보즉시발사이다. 페이브 포스 등의 조기경보레이다에서 적의 핵미사일이 발사된 것을 탐지하여 경보를 발령하면 즉시 지상 배치 ICBM을 발사한다는 개념이다. 제1격과 경보즉시발사는 핵선제공격의 양대 핵심 전략이다.
그런데 1950년대 레굴루스 미사일이 1980년대 토마호크 미사일로 쪽집게 정밀타격이 가능해지는 등 성능이 매우 좋아지면서, 1996년 미국에서 충격과 공포라는 새로운 군사전략이 주장되어, 채택되었다. 요지는 핵무기가 아닌 재래식 토마호크 미사일 수백발을 적의 핵심 군사시설에 발사하면, 핵공격을 한 것과 마찬가지인 효과가 발생하여, 수분 내에 적이 원시시대로 바뀌어, 군사적 공격능력을 완전히 상실한다는 개념이다.
충격과 공포 전략은 1989년 미국의 파나마 침공과 1990년 걸프 전쟁에서 그 가능성이 입증되었고, 2003년 이라크 전쟁에서 본격적으로 사용되었다.
예전에는 미사일의 정확도가 떨어져서 쪽집게 정밀타격이 불가능했기 때문에, 적의 핵시설에 핵무기로 선제타격을 해야 한다고 주장했지만, 지금은 미사일의 정확도가 매우 좋아져서, 적의 핵시설에 대한 재래식 탄두 공격으로도 과거 핵선제타격의 효과를 낼 수 있다는 것이다.
이러한 미국의 군사전략이 킬 체인의 밑바탕에 깔려 있다.

## 핵심장비
- 백두정찰기: 신호정보
- 금강정찰기: 영상정보
- 신형 백두정찰기: 신호정보
- 425사업: 정찰위성 5기
- 현무: 탄도 미사일

## 비판

### 막대한 비용
2009년 2월 3일 영국의 더 타임스는 미국 버락 오바마 대통령이 미국과 러시아의 핵탄두 보유량을 현재의 5천개 수준에서 각각 1천개로 줄이는 조약 체결을 추진한다고 보도했다.
2014년 기준으로, 미국의 가장 최신형 수소폭탄이라는 W88 핵탄두 14발을 탑재한 트라이던트 미사일의 가격은 37,320,070달러(430억원)이다. 즉, W88 핵탄두는 대당 30억원이며, 1000발은 3조원이다.
오바마 대통령이 핵탄두 1천개면 전세계 어느나라에 대해서도 100% 확실한 핵억지력이 있다는 주장을 하고 있는데, 그 비용은 불과 3조원에 불과하다. 반면에 킬체인과 KAMD 구축비용은 17조원이라는데, 5배 비용을 들이고서도, 100% 확실하게 북한 핵무기를 방어해내지는 못한다.

### 미국 의존
킬체인은 탐지 평가 결심 타격의 4단계로 되어 있는데, 탐지인 정찰수단이 미국에 의존적이라서, 반쪽짜리 킬체인이며, 탐지의 종속성은 결심 타격에도 미국 눈치를 봐야하는 문제점이 지적되고 있다. 국방부는 점차 국산화율을 높이겠다고 한다.

### 이동식 미사일
한미연합의 정찰능력은 주로 북한의 고정시설에 대한 것이어서, 이동식 핵미사일을 선제타격하는 것은 사실상 불가능하다는 주장이 있다. 김관진 국방장관과 정승조 합참의장은 선제타격에 찬성하지만, 민주통합당에서는 반대했다. 전문가들은 이동식 핵미사일에 대한 선제타격은 불가능하다고 보고 있다. 대표적인 보수논객이자 핵보유론자인 조갑제 조갑제닷컴 대표도 MBC 100분 토론에서 선제타격은 완벽하지도 않고, 오히려 핵공격만 유발한다며 반대하고 있다. 윌리엄 페리 전 국방장관도 선제타격에는 회의적인 반응이다.
일각에서는 북한의 이동식 미사일 100여기를 24시간 추적한다는 것은 불가능함에도 한미당국이 이러한 주장을 하는 이유는, 대국민 안보불안을 불식시키기 위한 립서비스라고 평가하기도 한다.
조갑제는 정부가 주장하는 킬체인과 미사일방어는 실효성은 없고 비용만 엄청나므로, 보복핵공격 능력을 독자 보유하는 것만이 대안이라고 주장한다. 특별히 강경한 주장이 아니라, 이미 수십년 전부터 남북한이나 일본이 핵무장을 하면 핵도미노가 발생할 것이라고 전문가들은 보고 있었다. 보복핵공격 말고는 아무런 방어수단이 없기 때문이다.

### 고체연료
2014년 북한은 명중 정밀도가 낮은 화성 5호(스커드-B)를 폐기하고, KN-10으로 명명된 신형 단거리 미사일을 실전배치하고 있다. 즉, 액체연료 SS-1 스커드를 퇴역시키고 고체연료 SS-21 스캐럽을 주력 미사일로 교체중이다. 스캐럽은 5분만에 발사가 가능하다.
한민구 국방부 장관은 미사일 노출되는 시간이 1시간 정도이며, 고체연료로 하면 겨우 4분 정도만 노출시간이 줄어들기 때문에, 액체연료 미사일이 고체연료 미사일이 된다고 해도 킬체인에 영향을 미치지 않는다고 주장했다.

## 같이 보기
- 차세대중형위성
- 425사업
- 제1격
- 다목적실용위성
- 한국형 미사일 방어체제
- 미사일 방어
- 충격과 공포